# Animaniacs (videojoc)
Animaniacs va ser originalment una sèrie de televisió, però va desenvolupar la seua pròpia llicència de videojocs a causa de la popularitat. A diferència dels jocs de plataforma regulars, el jugador en general corre als enemics en lloc de derrotar-los. Els personatges inclouen a Yakko, Wakko, i Dot, Pinky i Cervell, la majoria dels secundaris, així com a Ralf, el guàrdia dels estudis Warner Brothers. Animaniacs fou fet en dos jocs que no van dur cap relació l'u a l'altre en termes de jugabilitat, encara sent ambdós fets per Konami. un fou per la Super Nintendo i l'altre fou per la Sega Mega Drive/Genesis i Game Boy. La versió de Super Nintendo fou llançada en 1993, la versió de Genesis en 1994 i la versió de Game Boy en 1995.
Aquest joc és fora de l'ordinari perquè el moviment és cap avant, cap arrere, i el costat al costat, un estil de moviment en general reservat per als jocs de copejar i avançar, en la major part dels jocs de plataforma el jugador només pot anar avant i cap arrere. Pinky i Cervell altra vegada tenen altre pla per a conquistar el món, han decidit robar el guió de la Major Pel·lícula creada, mentre aquesta està en desenvolupament (aquesta no és una pel·lícula real o una paròdia). El president dels estudis Warner Brothers de dolenta gana demana als Germans Warner i la Germana la seua ajuda per a recuperar les 24 pàgines del guió, que és l'objectiu primari del joc. Aquest joc pot ser acabat sense obtenir totes elles, malgrat tot. El joc enfoca més en les paròdies cap a pel·lícules en els diferents escenaris, que estan basades en els gèneres diferents de pel·lícules.

## Els nivells
Els nivells catalogats sota poden ser completats en qualsevol ordre. Ens centrarem en les paròdies dels nivells:
- L'Estudi de Fantasia que es basa sobre pel·lícules de fantasia, les paròdies inclouen el Conill Blanc d'Alícia al País de les Meravelles i Falkor de La història interminable. L'última part és el castell d'Anvilania (d'un dels propis episodis de programa de televisió d'Animaniacs). El cap és un Rei que ha de ser aplanat sota una enclusa gegantesca.

- L'estudi de Ciència-ficció que es basa sobre les pel·lícules de Ciència-ficció, les paròdies impliquen el facehuggers d'Alien, l'Estrella de la Mort de Star Wars i el Monòlit de 2001: A Space Odyssey. El cap és un robot basat en Terminator (d'un d'Animaniacs dels propis episodis de programa de televisió qui han de ser destruïts per activant tres interruptors.

- L'Estudi Aquàtic. Aquest nivell està basat en pel·lícules que impliquen el mar, i incloure a pirates i una paròdia de Jaws. El cap d'ací és un capità pirata que controla a un polp amb un canó muntat per nas.

- Estudi d'Aventura. Un nivell basat en pel·lícules d'aventura incloent les paròdies d'Indiana Jones i Dràcula. El cap ve en la primera escena del nivell com un parell de mans de goril·la robòtiques gegantesques.

- La Torre d'aigua. Un lloc dels germans Warner para recuperar-se i restaurar el partit rescatant qualsevol personatge que va ser segrestat o derrotada en nivells passats.

- Cambra d'edició. Aquesta àrea només pot ser activada després que el jugador ha visitat tots els estudis, independentment de quants guions han estat obtingudes. La batalla primer implica la lluita de les versions lleugerament més fortes de caps de nivells passats. Després del derrotar tots ells, el jugador lluita Pinky i Cervell en el seu vestit d'home robòtic.